# Haplogrup R1b del cromosoma Y humà
L'haplogrup R1b (R-M343), també conegut com a Hg1 i Eu18, és un haplogrup del cromosoma Y humà.
És el llinatge patern amb més freqüència a l'Europa Occidental, així com algunes parts de Rússia (per exemple, la minoria baixkir) i l'Àfrica central (per exemple, Txad i Camerun). El clade també està present a freqüències més baixes a l'Europa Oriental i Àsia Occidental, així com en parts del nord d'Àfrica i l'Àsia central.
El R1b assoleix altes freqüències a les Amèriques i Australàsia, degut principalment a la immigració d'Europa occidental. Hi ha un debat permanent sobre els orígens dels subclades R1b que es troben en nivells significatius entre alguns pobles indígenes de les Amèriques, com ara parlants de llengües àlgiques al centre del Canadà.
L'haplogrup R1b té una branca primària, R1b1 (L278), que al seu torn té dues branques primàries: R1b1a (L754) i R1b1b (PH155).
- R1b1a es troba principalment a Europa occidental, encara que els pobles fula i txàdics d'Àfrica estan dominats per R1b1a2 (PF6279/V88).
- R1b1b (PH155) és tan rar i molt dispers que és difícil treure conclusions sobre els seus orígens. S'ha trobat a Bahrain, Bhutan, Tadjikistan, Turquia i la Xina occidental.

Europa occidental està dominada pels subclades descendents de R1b1a -especialment R1b1a1a2 (R-M269, conegut prèviament com a R1b1a2).
Les restes humanes més antigues trobades amb R1b fins ara són:
- Un individu procedent d'un context de cultura epigravatiana a Itàlia (Villabruna) que vivia al voltant de 12,000 aC i que pertanyia a R1b1a (L754) i
- Les restes de caçador-recol·lector de 7.000 anys d'antiguitat, pertanyents a la cultura Samara de la zona del riu Volga, que portaven R1b1* (R-L278*).

## Origen i dispersió
L'haplogrup R1b és una subclade dins del "macro-haplogroup" K (K-M9), que és una de les agrupacions predominants de la resta de línies masculines humanes fora d'Àfrica. Es creu que K* s'originà a Àsia (com és el cas d'un haplogrup ancestral anterior, F (F-M89). Segons Karafet et al., el procés de diversificació ràpida de K-M526 probablement es va produir al sud-est asiàtic, amb posteriors expansions occidentals dels avantpassats dels haplogrups R i Q.

## Estructura

### Filogènia externa
R1b forma part de l'haplogrup K-M9 i els seus descendents lineals K2, K2b i P, també conegut com a K2b2.
- P P295/PF5866/S8 (conegut també com a K2b2).
  - P1 (M45) (K2b2a)
    - Q-M242 (K2b2a1)
    - R (K2b2a2)
      - R1
        - R1a
        - R1b